# Orden für Verdienste um Litauen

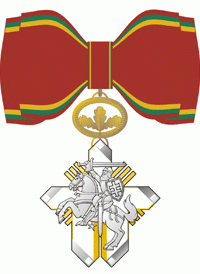
Komturkreuz für Frauen für humanitäre Verdienste

Der Orden für Verdienste um Litauen (lit. Ordinas Už nuopelnus Lietuvai) ist eine Auszeichnung, die vom Präsidenten von Litauen an litauische Staatsbürger und Ausländer für besondere Verdienste um die Republik Litauen verliehen wird. Die nächsthöhere Auszeichnung ist der Orden des litauischen Großfürsten Gediminas.

## Ordensklassen
Der Orden wird in folgenden Klassen vergeben:
1. Großkreuz
2. Großkomtur
3. Komtur
4. Offizier
5. Ritter

| Bandschnallen des Ordens für Verdienste um Litauen | Bandschnallen des Ordens für Verdienste um Litauen | Bandschnallen des Ordens für Verdienste um Litauen | Bandschnallen des Ordens für Verdienste um Litauen | Bandschnallen des Ordens für Verdienste um Litauen | affilliert |
| -------------------------------------------------- | -------------------------------------------------- | -------------------------------------------------- | -------------------------------------------------- | -------------------------------------------------- | ---------- |
| Großkreuz                                          | Großkomtur                                         | Komtur                                             | Offizier                                           | Ritter                                             | Medaille   |

## Ordensdekoration
Das Ordenszeichen ist ein vergoldetes, weiß emailliertes, fünfzackiges Kreuz. Ein altsilberner Vytis ist in der Mitte des Kreuzes angebracht. Auf der Rückseite befinden sich die Wappen der Städte Vilnius, Kaunas, Klaipėda, Šiauliai und Panevėžys. Im Zentrum ist die Inschrift Pro Lituania und das Stiftungsjahr 2002 zu sehen. Das Band ist rot mit gelben und grünen Streifen am Rand. Das Kreuz ist mit einem Teilstück am Band befestigt, das das Gebiet darstellt, in dem der Orden vergeben wurde.

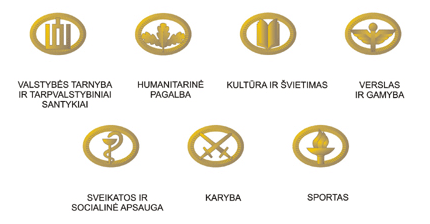
Teilstücke, die das Gebiet der Verleihung zeigen

- Säulen von Gediminas: Öffentlicher Dienst und internationale Beziehungen
- Drei Eichenblätter: Humanitäre Hilfe
- Ein offenes Buch: Kultur und Bildungswesen
- Flügel des Merkur: Wirtschaft und Industrie
- Stab des Äskulap: Gesundheitswesen und Wohlfahrt
- Gekreuzte Schwerter: Militärischer Dienst
- Fackel: Sport

## Ordensträger
- Träger des Ordens für Verdienste um Litauen
- Träger des Ordens für Verdienste um Litauen (Großkreuz)